# NextEra Energy
A NextEra Energy é uma empresa de energia americana com cerca de 58 GW de capacidade de geração (24 GW dos quais provenientes de fontes de combustíveis fósseis). É a maior holding de serviços públicos de energia elétrica do mundo em capitalização de mercado, com uma avaliação de mais de US$ 170 bilhões em outubro de 2024. Suas subsidiárias incluem a Florida Power & Light (FPL), NextEra Energy Resources (NEER),  NextEra Energy Partners, Gulf Power Company e a NextEra Energy Services.
A FPL, a maior das subsidiárias, fornece eletricidade com tarifas regulamentadas para aproximadamente 5 milhões de contas de clientes, ou cerca de 10 milhões de pessoas, em quase metade da Flórida e é a terceira maior empresa de serviços públicos de eletricidade dos Estados Unidos. A NEER, juntamente com suas entidades afiliadas, é a maior geradora mundial de energia eólica e solar. Além de energia eólica e solar, a NextEra Energy Resources possui e opera usinas geradoras alimentadas por gás natural, energia nuclear e petróleo. Em 2020, aproximadamente 41% da capacidade de geração da NextEra Energy era proveniente de combustíveis fósseis e energias não renováveis. A empresa ficou em 167.º lugar na lista Fortune 500 de 2018 das maiores corporações dos Estados Unidos em receita.

## História
A NextEra Energy remonta suas origens a 1925 com a formação da Florida Power & Light e a formação do FPL Group em 1984.
A empresa comprou a Colonial Penn em 1985 e vendeu-a em 1991. Em 1998, o FPL Group criou a FPL Energy, uma subsidiária para gerenciar os esforços do FPL Group fora da área de serviço da FPL. No mesmo ano, a empresa adquiriu 37 usinas de energia no Maine, Massachusetts e Nova Jersey. Depois que uma decisão federal limitou o acesso da empresa à rede elétrica da Nova Inglaterra, o FPL Group tentou rescindir seu acordo de compra no Maine, mas finalmente concluiu a compra em março de 1999.
No início da década de 2000, o FPL foi alvo de várias discussões de fusão, incluindo com a Iberdrola, Entergy e a Constellation Energy.
Em 2007, a Comissão de Serviços Públicos da Flórida rejeitou um plano da NextEra Energy para construir uma usina elétrica a carvão em 20 km² em Moore Haven, perto do Parque Nacional Everglades. O Serviço Nacional de Parques levantou preocupações de que a usina a carvão contaminaria o Lago Okeechobee com mercúrio e prejudicaria os Everglades.
A Agência de Proteção Ambiental dos Estados Unidos reconheceu o FPL Group por atingir sua meta de reduzir suas emissões em 21% por quilowatt-hora em 2008. A FPL Group Foundation, braço filantrópico da empresa, doou US$ 1 milhão ao Exército de Salvação em 2009 para ajudar clientes em risco de ter o serviço cortado a pagar suas contas de energia. No ano seguinte, o FPL Group mudou sua marca para NextEra Energy. Na época, fornecia energia para 28 estados e para o Canadá.
Em julho de 2013, a NextEra Energy fez uma parceria com a Spectra Energy em um investimento de US$ 3 bilhões para a construção de um gasoduto de gás natural na Flórida.
A subsidiária da NextEra Energy, New Hampshire Transmission (NHT), chegou a um acordo de US$ 6.8 milhões com a Comissão Federal de Regulamentação de Energia (FERC) em 2016, após cobrar dos clientes pelo desenvolvimento de um projeto de transmissão de energia elétrica que não foi aprovado. Durante as eleições primárias presidenciais do Partido Republicano em 2016, a NextEra Energy doou US$ 1 milhão para um super PAC em apoio à candidatura de Jeb Bush.
Em agosto de 2016, a NextEra Energy vendeu US$ 1.5 bilhão em ações para Mizuho Securities, Credit Suisse e Goldman Sachs. Em junho de 2024, a empresa vendeu US$ 2 bilhões em ações para o BofA Securities e o Wells Fargo.

## Fusões e aquisições
Em 2005 adquiriu a Gexa Energy, com sede em Houston, por cerca de US$ 80.6 milhões.
Em 4 de dezembro de 2014, a NextEra Energy anunciou seus planos de comprar a Hawaiian Electric Industries por US$ 4.3 bilhões. Entretanto, em julho de 2016, a Comissão de Serviços Públicos do Havaí rejeitou a oferta em uma votação de 2 a 0 devido a dúvidas sobre o comprometimento da NextEra Energy com a meta de energia renovável do estado, o que encerrou o acordo de fusão. A fusão proposta teve apoio de mais de 25 grupos locais, incluindo a AFL-CIO do Havaí e a Câmara de Comércio do Havaí.
Em novembro de 2015, a NextEra Energy vendeu seu portfólio La Frontera, composto por dois ativos localizados no Texas, para a Luminant por US$ 1.59 bilhão. Os ativos combinaram capacidades de geração para abastecer quase 1.5 milhões de residências.
A NextEra Energy e a Energy Future Holdings, empresa controladora da concessionária de serviços públicos Oncor Electric Delivery, sediada no Texas, chegaram a um acordo de fusão de US$ 18,7 bilhões em 29 de julho de 2016. Porém o acordo foi rescindido em julho de 2017 depois que a Comissão de Serviços Públicos do Texas rejeitou a oferta devido a divergências sobre o controle do conselho de diretores da Oncor. Duas outras propostas concorrentes foram apresentadas em julho de 2017 para a compra da Oncor, incluindo uma oferta de US$ 17.5 bilhões da Berkshire Hathaway Energy e uma oferta de US$ 18.5 bilhões da Elliott Management Corporation.
Em janeiro de 2018, a NextEra Energy demonstrou interesse aos membros do Senado da Carolina do Sul sobre uma possível compra da SCANA e da Santee Cooper. A Dominion Energy ofereceu US$ 14.6 bilhões para comprar a SCANA, mas os legisladores da Carolina do Sul criticaram duramente a proposta pela falta de alívio futuro aos contribuintes. Em fevereiro de 2018, apresentou uma proposta de US$ 15.9 bilhões para comprar a Santee Cooper e informou os legisladores da Carolina do Sul.
Em abril de 2018, a NextEra Energy concordou em vender seu portfólio canadense de geração eólica e solar para o Canada Pension Plan Investment Board por US$ 582.3 milhões. O portfólio incluía 6 instalações localizadas em Ontário que poderiam gerar um total de 396 megawatts.
Em maio de 2018, anunciou que planejava comprar a Gulf Power Company, a maior produtora de eletricidade do noroeste da Flórida, da Southern Company em um acordo de US$ 6.4 bilhões, pendente de aprovação dos reguladores. A aquisição, que expandiu a base combinada de clientes residenciais da NextEra Energy na Flórida para aproximadamente 51% da população do estado e também incluiu a Florida City Gas, foi concluída em 1.º de janeiro de 2019.

## Assuntos corporativos

### Litígio
Em 2018, a NextEra Energy e a Entergy deixaram o Instituto de Energia Nuclear. Em fevereiro daquele ano, a empresa entrou com uma ação judicial contra o Instituto alegando que o grupo comercial havia indevidamente cortado seu acesso a um banco de dados de trabalhadores da indústria nuclear. O processo afirmou que a NEE discordava das prioridades do Instituto e que o grupo comercial estava defendendo políticas que seriam prejudiciais aos negócios da NextEra Energy; também alegou que o grupo estava extorquindo US$ 860.000 da empresa para recuperar o acesso ao banco de dados. O Instituto chamou as alegações de "infundadas". Um juiz na Flórida rejeitou as alegações da NEE em setembro de 2018.
Em junho de 2018, o Tribunal de Apelações dos Estados Unidos para o Décimo Primeiro Circuito rejeitou o pedido da NextEra Energy de dedução fiscal de US$ 97 milhões referente aos US$ 200 milhões pagos em taxas contratuais ao governo federal para o Fundo de Resíduos Nucleares. A companhia tentou deduzir pagamentos feitos entre 2003 e 2010 pelo "descarte de resíduos radioativos produzidos por usinas nucleares".
Em agosto de 2018, recebeu uma ordem de cessar e desistir de autoridades estaduais de Oklahoma referente à construção de turbinas eólicas que violavam uma lei estadual destinada a proteger espaços ao ar livre. A lei exige que os desenvolvedores obtenham as licenças apropriadas da Administração Federal de Aviação (FAA) ou do Departamento de Defesa dos Estados Unidos. A NextEra Energy havia entrado com processos de avaliação de obstrução para a construção de turbinas eólicas em Oklahoma junto à FAA em março de 2018, mas a FAA ainda não havia emitido determinações no momento em que a ordem de cessar e desistir foi emitida. A construção do parque eólico foi cancelada em maio de 2019.
Em 2022, a NextEra pagou US$ 8 milhões pelas mortes de mais de 150 águias em parques eólicos sem licenças para águias nos estados de Wyoming, Novo México, Arizona, Califórnia, Colorado, Illinois, Dakota do Norte e Michigan; sua subsidiária ESI Energy se declarou culpada de violar a Lei do Tratado de Aves Migratórias.

### Gestão executiva
- John W. Ketchum – Presidente do Conselho, Presidente e CEO;[97]
- Brian Bolster – Finanças e CFO;[98]
- Kirk Crews – CRO;[99]
- Nicole J. Daggs – Recursos Humanos e Serviços Corporativos;[100]
- Charles E. Sieving – Diretor de Assuntos Jurídicos, Ambientais e Regulatórios Federais;[101]
- Bob Coffey – Diretor Nuclear.[102]

## Críticas

### Projeto de linha de transmissãoAvangrid
Em 2021, a NextEra fez forte lobby contra um projeto de linha de transmissão proposto pela Avangrid, Inc.. A linha de 233 quilômetros, que será conhecida como New England Clean Energy Connect (NECEC), forneceria energia hidrelétrica de Quebec para concessionárias de serviços públicos em Massachusetts e Maine. A energia hidrelétrica teria concorrido para a usina termelétrica a óleo da NextEra em Yarmouth. “Ao fazer isso”, escreveu a Avangrid, “a NextEra está tentando propositalmente frustrar os objetivos do Maine e de Massachusetts de obter mais energia renovável”. De acordo com o Daily Energy Insider, a Avangrid obteve todas as aprovações regulatórias necessárias nos níveis estadual e federal, e o projeto foi apoiado pela governadora do Maine, Janet Mills, pelo governador de Massachusetts, Charlie Baker, pela Secretária da Energia dos Estados Unidos, Jennifer Granholm, e pelos principais jornais do estado. Em novembro de 2021, os eleitores do Maine aprovaram uma iniciativa de votação para proibir a construção do projeto de linha de transmissão de US$ 1 bilhão, que havia sido representado como uma escolha entre energia limpa e a proteção de florestas intocadas.

### Iniciativas de votação sobre energia solar
A NextEra Energy apoiou campanhas fracassadas de emendas eleitorais para impor taxas e barreiras à instalação de painéis solares em telhados. Em 2016, a Florida Power & Light, subsidiária da NextEra Energy, fez uma parceria com a Devon Energy e a Tampa Electric Company. Juntos, eles gastaram US$ 20 milhões promovendo uma iniciativa fracassada de votação na Flórida que restringiria instalações solares em telhados. "Nos últimos anos, a NextEra tem sido muito agressiva contra a energia solar de propriedade do cliente", diz Alissa Schafer, pesquisadora do Energy and Policy Institute, um grupo de defesa da energia limpa.
Em 2021, uma reportagem investigativa do Miami Herald revelou que a NextEra Energy havia pressionado legisladores da Flórida para prejudicar a energia solar em telhados, impedindo que proprietários de residências e empresas praticassem medição líquida (vendendo o excesso de energia de volta para a FPL). A NextEra Energy fez uma doação de US$ 10.000 para a Women Building the Future, elaborou um projeto de lei, fez com que seu lobista entregasse o projeto à legisladora da Flórida Jennifer Bradley e, posteriormente, doou US$ 10.000 para sua campanha de reeleição. “Essa é uma tática ultrapassada que as concessionárias de serviços públicos têm usado para manter seu monopólio nos mercados de eletricidade”, disse Will Giese, diretor regional sudeste da Solar Energy Industries Association. Os oponentes da legislação alegam que, se tais projetos de lei forem aprovados, o setor de energia verde, em rápido crescimento, entraria em colapso rapidamente.

### Candidatos à legislatura da Flórida
Em 2021, reportagens investigativas do Orlando Sentinel revelaram que a FPL financiou consultores políticos em mais de US$ 3 milhões para promover candidatos "fantasmas" em disputas legislativas importantes na Flórida. Os candidatos sabotadores estavam na cédula como uma opção sem partido e tinham a intenção de confundir os eleitores e diluir o apoio ao candidato democrata em cada disputa. O cúmplice chamado "Rodriguez" concorreu como um candidato falso e desviou votos do candidato democrata, também chamado Rodriguez. A campanha de mala direta utilizou a linguagem do candidato democrata e fez com que o cúmplice se concentrasse em consertar o sistema de saúde e combater as mudanças climáticas, tudo isso financiado por novos comitês políticos de fora do estado. Os democratas perderam por apenas trinta e dois votos. O ex-senador Frank Artiles e seu cúmplice foram acusados cada um de três crimes de terceiro grau relacionados à violação da lei de financiamento de campanha, conspiração para fazer contribuições de campanha acima dos limites legais, também fazer essas contribuições excessivas e falso juramento em conexão com uma eleição.
Artiles está associado há anos a empresas de serviços públicos da Flórida, incluindo a NextEra e sua subsidiária FPL. Artiles obteve mais de US$ 30.000 em contribuições políticas de empresas de serviços públicos da Flórida durante seu mandato, incluindo uma contribuição direta de US$ 6.000 da NextEra. O comitê político Veterans for Conservative Principles recebeu cerca de US$ 13.000 da NextEra. Antes de sua renúncia ao Senado da Flórida em abril de 2017, Artiles acelerou projetos de lei pró-serviços públicos como ex-presidente do Comitê de Comunicações, Energia e Serviços Públicos do Senado da Flórida, incluindo um projeto de lei que permitiria à companhia cobrar seus custos de fraturamento hidráulico dos contribuintes da Flórida.
Em 2018, o senador Keith Perry foi reeleito contra o democrata Kayser Enneking por cerca de 2.000 votos, devido à conquista de votos pelo independente Charles Goston. De acordo com o Sentinel, a FPL doou US$ 14.1 milhões para uma organização sem fins lucrativos de propaganda política cujos consultores estavam ligados a um dos grupos que pagaram pelos anúncios de Goston. A FPL também doou US$ 20.000 ao comitê político de Perry, "Construindo uma Flórida Próspera". No ano anterior, Perry votou a favor da legislação de fraturamento hidráulico exploratório da NextEra enquanto atuava no comitê presidido por Artiles. Perry aceitou US$ 13.500 em doações políticas diretas de concessionárias de serviços públicos da Flórida, incluindo US$ 1.000 da NextEra, de acordo com documentos de financiamento de campanha.